# Antos Károly
Antos Károly (Divišov, 1854. június 4. – Körmöcbánya, 1927. február 5.) karnagy és zeneszerző. Fia, Antos Kálmán (1902–1985) zeneszerző, egyházkarnagy, orgonista, zenepedagógus volt.

## Életpályája
Prágában tanult. 1870-ben Grazban orgonista lett. 1873–1875 között Bécsben volt orgonista. 1875–1881 között a veszprémi egyházmegye orgonistája, 1880–1881 között helyettes karnagya volt. 1881–1920 között a körmöcbányai vártemplom karnagya, orgonistája és a körmöcbányai gimnázium zenetanára volt. 1920-ban megvakult.
Egyházi műveket (miséket, requiemeket, offertoriumokat stb.), kórusműveket, dalokat írt.

## Művei
- A rózsaleányok (operett, 1888)
- Requiem Erzsébet királyné halálára